# アールエヌティーホテルズ
- ロイヤルホールディングス > アールエヌティーホテルズ
- 福岡地所 > アールエヌティーホテルズ

アールエヌティーホテルズ株式会社は、ビジネスホテル「リッチモンドホテル」を展開する企業である。ロイヤルホールディングスの子会社。

## 概要
ダイワロイヤルからロイネットホテルの名称で展開していたホテル事業を継承する目的で2004年に設立される。
現在、リッチモンドホテルのブランドで30店舗以上のホテルを展開する。

## 沿革
- 1991年（平成3年）4月 - アールアンドディープランニング株式会社（後のダイワロイヤル）が設立される。これがアールエヌティーホテルズの前身企業である。
- 2004年（平成16年）4月 - ダイワロイヤルから会社分割により、アールエヌティーホテルズ株式会社が設立される。ホテル事業（ロイネットホテル）を継承する。
- 2006年（平成18年）5月 - リッチモンドアセットマネジメント株式会社からリッチモンドホテル（東京都豊島区目白、現・リッチモンドホテル東京目白）の運営を受託する（商標権はロイヤルホールディングスに譲渡された）。同ホテルが現在のブランド名の由来となる。
- 2017年（平成29年）4月 - 京成電鉄とロイヤルホールディングス、アールエヌティーホテルズによる合弁契約に基づき、京成電鉄・ロイヤルホールディングスの共同出資にてケイ・アンド・アール・ホテルデベロップメント株式会社を設立。
  - 2022年3月現在、同社にて3ホテルを運営する。

## 展開する業態
- リッチモンドホテル
- モディッシュ（洋食）
- 亜欧旬感グリル 夜光杯